# Ewanius
Ewanius is een geslacht van kevers uit de familie bladkevers (Chrysomelidae).
De wetenschappelijke naam van het geslacht werd in 2002 gepubliceerd door Reid.

## Soorten
- Ewanius nothofagi Reid, 2002